# Schloss Türkheim

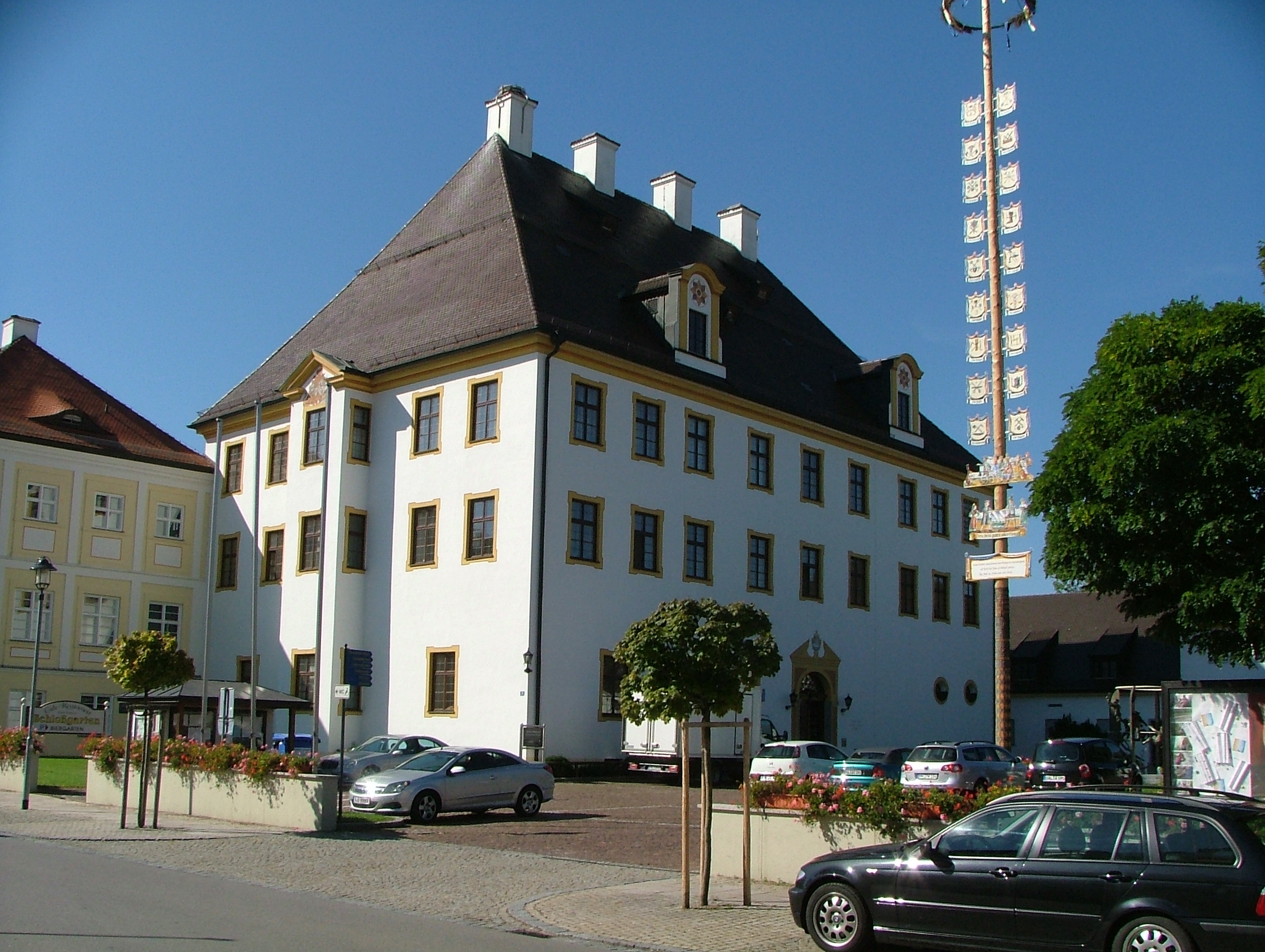
Schloss Türkheim

Schloss Türkheim  ist ein Schloss in Türkheim im schwäbischen Landkreis Unterallgäu. Seit 1983 sind im „Großen Schloss“ das Rathaus der Gemeinde und ein Museum untergebracht. Das sogenannte „Kleine Schloss“ beherbergt ein Schlosscafé.

## Geschichte
Mit der Verlegung des Herrschaftssitzes der Herrschaft Schwabegg von Schwabegg um 1470 nach Türkheim erlangte der Ort größere politische und wirtschaftliche Bedeutung. Ab 1531 entstand mit dem Bau des Schlosses durch Wolf Dietrich von Knöringen in Türkheim ein eigener fürstlicher Herrschaftsbereich. Prägend für das heutige Erscheinungsbild sind vor allem die durch Herzog Maximilian Philipp von Bayern-Leuchtenberg angeregten und vorgenommenen baulichen Erweiterungen und Veränderungen, nachdem dieser Türkheim zu seinem Ruhesitz bestimmt hatte. 1682 begannen die Arbeiten am Schlossbau unter der Leitung von Giovanni Antonio Viscardi, der aber erst durch die Planungen François Cuvilliés d. Ä. und Karl Albert von Lespilliez um 1754 seine heutige barocke Gestalt mit dem mächtigen Walmdach erhielt. 
1685 gründete der Herzog das beim Schloss gelegene Kapuzinerkloster mit Kirche. Ein Torbogen verbindet seit 1687 beide Baukomplexe. 1695 ließ seine Gemahlin Maurita Febronia das sogenannte „Kleine Schloss“ errichten. Nach seinem Tode fiel das Erbe an seinen Neffen Kurfürst Max Emanuel. 
Der späteren Nutzung des Schlosses als Sitz des Land- und Amtsgerichtes folgte die heutige Nutzung als Rathaus der Gemeinde und Heimatmuseum.

## Baubeschreibung
Der Hauptbau, das sogenannte „Große Schloss“, ist ein dreigeschossiger Rechteckbau mit hohem Walmdach und Bodenerker im Kern 1531–1535. Umgestaltungen erfolgten 1682–1686 und 1754 durch Francois Cuvilliés d. Ä. und Carl Albert von Lespilliez.
Das „Kleine Schloss“ ist ein dreigeschossiger Walmdachbau von Giovanni Antonio Viscardi aus dem Jahr 1695.
In der Denkmalliste aufgeführt sind auch:
- Ökonomiegebäude, erdgeschossiger Satteldachbau, 17./18. Jahrhundert
- Ehemaliges Gewächshaus, erdgeschossiger Satteldachbau, 17./18. Jahrhundert
- Schlossgarten, 1682
- Ummauerung, 1682
- Tor, Mitte 18. Jahrhundert